# François Frédéric Campana
Pour les articles homonymes, voir Campana (homonymie).
Francesco Federico Campana est un général de brigade italien de la Révolution et de l’Empire, né le 5 février 1771 à Turin en Italie et mort le 16 février 1807 lors de la bataille d'Ostrolenka en Prusse.

## Biographie
Élève d'artillerie en Piémont, Campana passe au service de la France le 20 mai 1794. Le 30 mai, il rejoint le 1er bataillon de volontaires du Mont-Blanc. Le 22 octobre 1794, il devient lieutenant adjoint à l'état-major de l'armée d'Italie, puis reçoit son brevet de capitaine au corps franc étranger de cette même armée le 24 septembre 1795, avant d'en prendre le commandement le 1er octobre suivant.
Le 22 novembre 1795, il est nommé aide de camp du général Victor et est blessé d'un coup de feu à la bataille de Loano le même jour. Le 29 mai 1796, il passe capitaine à la 18e demi-brigade de ligne, et le 5 février 1798, il devient aide de camp du général Masséna, commandant en chef l'armée de Rome. Il assume les mêmes fonctions auprès du général Brune le 21 mars 1798. Nommé chef de bataillon le 21 décembre par le général Joubert, il devient adjudant-général des troupes piémontaises le 2 janvier 1799. Le 21 mars, il est chef d'état-major de la division française en Piémont, puis en juin il fait fonction de général de brigade. En juillet, il est chef d'état-major de la cavalerie de l'armée d'Italie, et le 5 août il devient adjudant-général attaché au général en chef. Le 12 septembre 1799, il est nommé adjudant-général provisoire à titre français par le général Moreau ; il est blessé deux fois lors du siège de Gênes en 1800.
Confirmé dans le grade d'adjudant-général le 2 janvier 1801, il est placé en congé le 1er juillet 1801 et mis en non activité le 23 septembre suivant. Préfet de Marengo en 1803, il est fait chevalier de la Légion d'honneur le 5 février 1804 et officier de l'ordre le 14 juin suivant. Il est promu général de brigade le 4 mai 1805. Le 19 mai, il est employé à la division de réserve d'infanterie à Lille. Campana participe ensuite aux campagnes de 1805, 1806 et 1807 dans la 2e division du 5e corps de la Grande Armée. Élevé au grade de commandeur de la Légion d'honneur le 25 décembre 1805, il est blessé à la bataille d'Eylau le 8 février 1807. Il est tué à la bataille d'Ostrolenka le 16 février suivant. Selon les ordres de Napoléon, le nom du général Campana est gravé sur les tables de bronze du château de Versailles.
Dans ses Mémoires, le général Paul Thiébault décrit Campana comme un « officier d'une véritable distinction, en même temps qu'administrateur habile ».

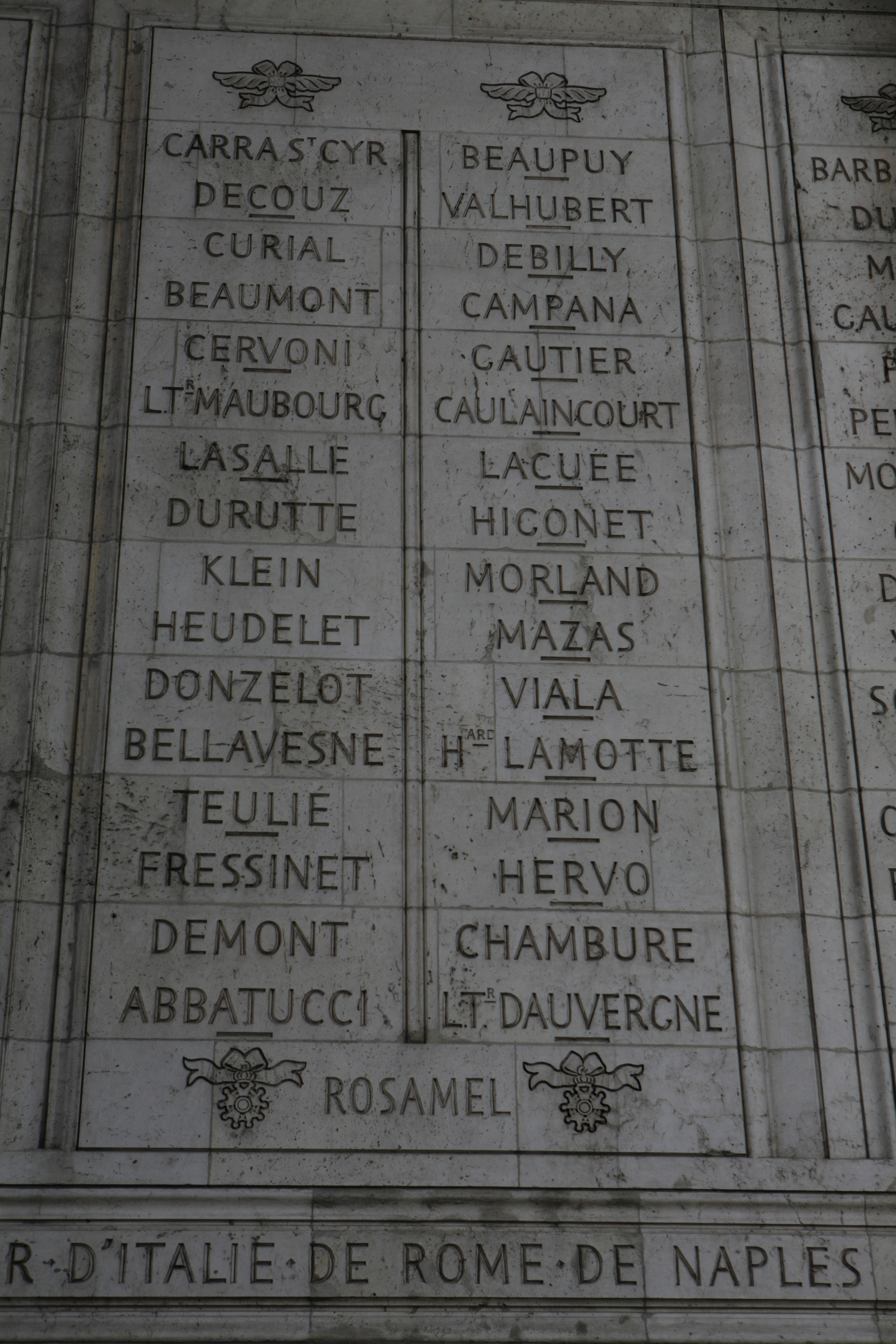
Noms gravés sous l'arc de triomphe de l'Étoile : pilier Est, 17e et.

## Sources
- Jacques Charavay, Les généraux morts pour la patrie, 1792-1871 : notice biographiques, Au siège de la société, 1893, 261 p. (lire en ligne), p. 37.
- « Cote LH/415/6 », base Léonore, ministère français de la Culture
- A. Lievyns, Jean Maurice Verdot, Pierre Bégat, Fastes de la Légion-d'honneur, biographie de tous les décorés accompagnée de l'histoire législative et réglementaire de l'ordre, Tome 5, Bureau de l’administration, 1847, 575 p. (lire en ligne), p. 39